# Мартин Јагр
Мартин Јагр (енгл. Martin Jágr; 29. септембар 1979) професионални је чешки рагбиста и репрезентативац, који тренутно игра за француског друголигаша Стад Монтоиз. Игра на позиција крила и један је од најбољих чешких бекова. Освојио је са Спартом две титуле првака Чешке Републике, пре одласка у велшки тим Понтипол. Играо је још и за Тулон и Бордо, пре доласка у Стад Монтоиз. За репрезентацију Чешке Републике постигао је 1 есеј у 8 тест мечева.